# Ermitage du bienheureux Émeric
L'ermitage du bienheureux Émeric est un ermitage dédié à Émeric Ier de Quart situé au lieu-dit Saint-Émeric, dans la Valsainte, sur la commune de Quart, en Vallée d'Aoste.

## Histoire
Émeric Ier de Quart, fils de Jacques II, choisit de se retirer à cet endroit, situé près du château des seigneurs de Quart, après avoir terminé ses études de théologie à Turin. Il devient ensuite évêque d'Aoste, et à sa mort il est proclamé bienheureux. L'ermitage est construit ensuite pour accueillir les pèlerins.

## Description
L'ermitage, situé à 1 150 mètres, se compose d'une petite chapelle en pierres accueillant un autel surmonté par une croix en bois et par une statue du bienheureux Émeric.
Près de l'ermitage se trouve un rocher sur lequel, selon la légende, est gravée la forme des genoux du bienheureux en prière.